# Генрі Танді
Генрі Танді (англ. Henry James Tandey) (30 серпня 1891 — 20 грудня 1977) - другий за кількістю нагород британський рядовий часів Першої Світової Війни. Також відомий як солдат, який, нібито, врятував життя Адольфу Гітлеру під час війни. Через сварки з батьком, змінив своє прізвище, через це в деяких військових записах його ім'я записано по-іншому.

## Раннє життя
Генрі Джеймс Танді народився в готелі "Angel" на Ріджент-стріт, Лімінгтон, графство Уорікшир, в сім'ї колишнього солдата, дружина якого померла в ранньому віці дитини. Навчався в початковій школі Святого Пітерса в августа-Плейс, Лімінгтон. Він також провів частину свого дитинства в сирітському притулку, перш ніж стати котельником в готелі.

## Військова служба
Танді був зарахований до полку Грін Говардс 12 серпня 1907 року. Після базової підготовки він був призначений до їх 2-го батальйону 23 січня 1908 року, служив у його складі в Гернсі та Південній Африці до початку Першої світової війни. Він брав участь у битві при Іпрі в жовтні 1914 року і був поранений 24 жовтня 1916 року в битві при Соммі. Після звільнення з лікарні 5 травня 1917 року він був направлений до 3-го батальйону, а 11 червня 1917 року переведений до 9-го батальйону. Він був поранений вдруге 27 листопада 1917 р. під час битви при Пашендалі, після 2-го періоду госпітального лікування він повернувся до 3-го батальйону 23 січня 1918 р., а 15 березня 1918 р. був переведений до 12-го батальйону, де пробув до 26 липня 1918 р. 26 липня 1918 Танді перевівся з "зелених Говардів" в Західний верховий полк герцога Веллінгтона. 27 липня 1918 року він був направлений до їх 5-го батальйону.

## Зустріч з Гітлером
Танді нібито зіткнувся з Адольфом Гітлером у французькому селі Маркуен 28 вересня 1918 року, коли служив у 5-му полку герцога Веллінгтона. Того дня Танді брав участь у бою, за який був пізніше нагороджений Хрестом Вікторії за хоробрість. Коли бій наближався до кінця, поранений німецький солдат забрів на лінію вогню Танді, і той вирішив не стріляти. Німецький солдат побачив, як Танді опустив гвинтівку, і кивнув у знак подяки, перш ніж піти геть. Пізніше Адольф Гітлер стверджував, що тим солдатом був саме він .

## Інтернет-ресурси
- Location of grave and VC medal (Warwickshire)
- How a Right Can Make A Wrong (First World War Article, an Urban Myth — see this article's Talk Page)